# (15147) Siegfried
(15147) Siegfried (2000 EJ134) – planetoida z pasa głównego asteroid okrążająca Słońce w ciągu 5,87 lat w średniej odległości 3,25 j.a. Odkryta 11 marca 2000 roku.